# Liste der Gemeinden im Fürstentum Lichtenberg
Die Liste der Gemeinden im Fürstentum Lichtenberg nennt alle Gemeinden im ehemaligen Fürstentum Lichtenberg gegliedert nach ihrer verwaltungsmäßigen Zugehörigkeit. Die Gliederung bestand von 1817 bis 1834.
Aufgrund der 1815 auf dem Wiener Kongress getroffenen Vereinbarungen erhielt der Herzog von Sachsen-Coburg-Saalfeld „ein Gebiet mit 20.000 Einwohnern“ aus dem vorherigen Saardepartement zugesprochen. Am 11. September 1816 erfolgte die förmliche Besitzergreifung. Am 11. Januar 1817 erließ die Herzogl. Sächsische Landes-Commission zu St. Wendel eine Verordnung, nach der das zu der Zeit noch „Herrschaft Baumholder“ genannte Territorium in drei Kantone und 15 Bürgermeistereien eingeteilt wurde. Die Kantonsbezirke waren zugleich Friedensgerichtsbezirke. Durch Dekret des Herzogs vom 6. März 1819 wurde das Gebiet in Fürstentum Lichtenberg umbenannt. Zur „Verminderung der Localverwaltungskosten“ wurde 1823 die Anzahl der Bürgermeistereien auf sieben verringert und die Gemeinden entsprechend verteilt. Der Stadtbezirk von St. Wendel wurde nun von einer Oberbürgermeisterei verwaltet. 1834 wurde das Fürstentum an Preußen verkauft und daraus der Kreis St. Wendel gebildet, der dem Regierungsbezirk Trier in der Rheinprovinz angegliedert wurde. Die Kantone wurden aufgelöst, die Anzahl der Bürgermeistereien und deren Verwaltungsbezirke blieben unter der preußischen Verwaltung im Wesentlichen unverändert, allerdings wurde zum 1. Januar 1836 für die Orte der 1823 aufgehobenen Bürgermeistereien Namborn und Oberkirchen eine eigene Bürgermeisterei mit Sitz in Oberkirchen wiederhergestellt, der auch die Gemeinde Urweiler aus der Bürgermeisterei Sankt Wendel zugewiesen wurde. 

## Verwaltungsgliederung
Verwaltungsgliederung des Fürstentums Lichtenberg (Ortsnamen in der heutigen Schreibweise):
| Gemeinde              | Kanton     | Bürgermeisterei 1817 | Bürgermeisterei 1823     | Heute                                    |
| --------------------- | ---------- | -------------------- | ------------------------ | ---------------------------------------- |
| Alsfassen und Breiten | St. Wendel | St. Wendel           | St. Wendel               | Stadtteil von St. Wendel                 |
| Alsweiler             | St. Wendel | St. Wendel           | Bliesen                  | Ortsteil von Marpingen                   |
| Aulenbach             | Baumholder | Reichenbach          | Baumholder               | Wüstung                                  |
| Ausweiler             | Baumholder | Reichenbach          | Baumholder               | Wüstung                                  |
| Baltersweiler         | St. Wendel | Namborn              | Bliesen                  | Ortsteil von Namborn                     |
| Baumholder            | Baumholder | Baumholder           | Baumholder               | Stadt Baumholder                         |
| Berglangenbach        | Baumholder | Berschweiler         | Burglichtenberg          | Ortsgemeinde Berglangenbach              |
| Berschweiler          | Baumholder | Berschweiler         | Burglichtenberg          | Ortsgemeinde Berschweiler bei Baumholder |
| Bliesen               | St. Wendel | Bliesen              | Bliesen                  | Stadtteil von St. Wendel                 |
| Breungenborn          | Baumholder | Baumholder           | Baumholder               | Wüstung                                  |
| Buborn                | Grumbach   | Offenbach            | Grumbach                 | Ortsgemeinde Buborn                      |
| Burglichtenberg       | Baumholder | Burglichtenberg      | Burglichtenberg          | Ortsteil von Thallichtenberg             |
| Deimberg              | Grumbach   | Offenbach            | Grumbach                 | Ortsgemeinde Deimberg                    |
| Dickesbach            | Grumbach   | Sien                 | Sien                     | Ortsgemeinde Dickesbach                  |
| Dörrenbach            | St. Wendel | Werschweiler         | St. Wendel               | Stadtteil von St. Wendel                 |
| Eckersweiler          | Baumholder | Berschweiler         | Burglichtenberg          | Ortsgemeinde Eckersweiler                |
| Ehlenbach             | Grumbach   | Mittelbollenbach     | Sien                     | Wüstung                                  |
| Eisweiler             | St. Wendel | Namborn              | Bliesen                  | Ortsteil von Namborn                     |
| Erzweiler             | Baumholder | Baumholder           | Baumholder               | Wüstung                                  |
| Fohren und Linden     | Baumholder | Berschweiler         | Burglichtenberg          | Ortsgemeinde Fohren-Linden               |
| Frauenberg            | Baumholder | Reichenbach          | Baumholder               | Ortsgemeinde Frauenberg                  |
| Freisen               | Baumholder | Berschweiler         | Burglichtenberg          | Ortsteil von Freisen                     |
| Frohnhausen           | Baumholder | Baumholder           | Baumholder               | Wüstung                                  |
| Furschweiler und Born | St. Wendel | Namborn              | Bliesen                  | Ortsteil von Namborn                     |
| Gehweiler             | St. Wendel | Namborn              | Bliesen                  | Ortsteil von Namborn                     |
| Gronig                | St. Wendel | Bliesen              | Bliesen                  | Ortsteil von Oberthal                    |
| Grügelborn            | St. Wendel | Oberkirchen          | St. Wendel               | Ortsteil von Freisen                     |
| Grumbach              | Grumbach   | Grumbach             | Grumbach                 | Ortsgemeinde Grumbach                    |
| Grünbach              | Baumholder | Baumholder           | Baumholder               | Wüstung                                  |
| Güdesweiler           | St. Wendel | Bliesen              | Bliesen                  | Ortsteil von Oberthal                    |
| Hahnweiler            | Baumholder | Berschweiler         | Burglichtenberg          | Ortsgemeinde Hahnweiler                  |
| Hammerstein           | Baumholder | Reichenbach          | Baumholder               | Stadtteil von Idar-Oberstein             |
| Haupersweiler         | St. Wendel | Oberkirchen          | St. Wendel               | Ortsteil von Freisen                     |
| Hausweiler            | Grumbach   | Grumbach             | Grumbach                 | Ortsgemeinde Hausweiler                  |
| Heisterberg           | St. Wendel | Namborn              | Bliesen                  | Ortsteil von Namborn                     |
| Heimbach              | Baumholder | Berschweiler         | Burglichtenberg          | Ortsgemeinde Heimbach                    |
| Hofeld und Mauschbach | St. Wendel | Namborn              | Bliesen                  | Ortsteil von Namborn                     |
| Homberg               | Grumbach   | Grumbach             | Grumbach                 | Ortsgemeinde Homberg                     |
| Ilgesheim             | Grumbach   | Sien                 | Sien                     | Wüstung                                  |
| Kappeln               | Grumbach   | Grumbach             | Grumbach                 | Ortsgemeinde Kappeln                     |
| Kefersheim            | Grumbach   | Sien                 | Sien                     | Wüstung                                  |
| Kirchenbollenbach     | Grumbach   | Mittelbollenbach     | Sien                     | Stadtteil von Idar-Oberstein             |
| Kirrweiler            | Grumbach   | Grumbach             | Grumbach                 | Ortsgemeinde Kirrweiler                  |
| Langweiler            | Grumbach   | Grumbach             | Grumbach                 | Ortsgemeinde Langweiler                  |
| Leitersweiler         | St. Wendel | Oberkirchen          | St. Wendel               | Stadtteil von St. Wendel                 |
| Leitzweiler           | Baumholder | Berschweiler         | Burglichtenberg          | Ortsgemeinde Leitzweiler                 |
| Mainzweiler           | St. Wendel | Urexweiler           | St. Wendel               | Stadtteil von Ottweiler                  |
| Mambächel             | Baumholder | Baumholder           | Baumholder               | Wüstung                                  |
| Marpingen             | St. Wendel | Urexweiler           | Bliesen                  | Ortsteil von Marpingen                   |
| Merzweiler            | Grumbach   | Grumbach             | Grumbach                 | Ortsgemeinde Merzweiler                  |
| Mettweiler            | Baumholder | Berschweiler         | Burglichtenberg          | Ortsgemeinde Mettweiler                  |
| Mittelbollenbach      | Grumbach   | Mittelbollenbach     | Sien                     | Stadtteil von Idar-Oberstein             |
| Mittelreidenbach      | Grumbach   | Schmidthachenbach    | Sien                     | Ortsgemeinde Mittelreidenbach            |
| Nahbollenbach         | Grumbach   | Mittelbollenbach     | Sien                     | Stadtteil von Idar-Oberstein             |
| Namborn               | St. Wendel | Namborn              | Bliesen                  | Ortsteil von Namborn                     |
| Niederalben           | Grumbach   | Offenbach            | Grumbach                 | Ortsgemeinde Niederalben                 |
| Niedereisenbach       | Grumbach   | Offenbach            | Grumbach                 | Ortsteil von Glanbrücken                 |
| Niederjeckenbach      | Grumbach   | Sien                 | Grumbach                 | Ortsgemeinde Unterjeckenbach             |
| Niederlinxweiler      | St. Wendel | St. Wendel           | St. Wendel               | Stadtteil von St. Wendel                 |
| Oberjeckenbach        | Grumbach   | Sien                 | Grumbach                 | Wüstung                                  |
| Oberkirchen           | St. Wendel | Oberkirchen          | St. Wendel               | Ortsteil von Freisen                     |
| Oberlinxweiler        | St. Wendel | St. Wendel           | St. Wendel               | Stadtteil von St. Wendel                 |
| Oberreidenbach        | Grumbach   | Sien                 | Sien                     | Ortsgemeinde Oberreidenbach              |
| Oberthal              | St. Wendel | Bliesen              | Bliesen                  | Ortsteil von Oberthal                    |
| Offenbach             | Grumbach   | Offenbach            | Grumbach                 | Ortsteil von Offenbach-Hundheim          |
| Pfeffelbach           | Baumholder | Burglichtenberg      | Burglichtenberg          | Ortsgemeinde Pfeffelbach                 |
| Pinsweiler            | St. Wendel | Namborn              | Bliesen                  | Ortsteil von Namborn                     |
| Reichenbach           | Baumholder | Reichenbach          | Baumholder               | Ortsgemeinde Reichenbach                 |
| Reichweiler           | Baumholder | Burglichtenberg      | Burglichtenberg          | Ortsgemeinde Reichweiler                 |
| Reitscheid            | St. Wendel | Oberkirchen          | St. Wendel               | Ortsteil von Freisen                     |
| Remmesweiler          | St. Wendel | Urexweiler           | St. Wendel               | Stadtteil von St. Wendel                 |
| Rohrbach              | Baumholder | Berschweiler         | Burglichtenberg          | Ortsgemeinde Rohrbach                    |
| Ronnenberg            | Baumholder | Baumholder           | Baumholder               | Wüstung                                  |
| Roschberg             | St. Wendel | Oberkirchen          | St. Wendel               | Ortsteil von Namborn                     |
| Rückweiler            | Baumholder | Berschweiler         | Burglichtenberg          | Ortsgemeinde Rückweiler                  |
| Ruschberg             | Baumholder | Reichenbach          | Baumholder               | Ortsgemeinde Ruschberg                   |
| Ruthweiler            | Baumholder | Burglichtenberg      | Burglichtenberg          | Ortsgemeinde Ruthweiler                  |
| Schmidthachenbach     | Grumbach   | Schmidthachenbach    | Sien                     | Ortsgemeinde Schmidthachenbach           |
| Schwarzerden          | Baumholder | Burglichtenberg      | Burglichtenberg          | Ortsteil von Freisen                     |
| Sien                  | Grumbach   | Sien                 | Sien                     | Ortsgemeinde Sien                        |
| Sienhachenbach        | Grumbach   | Sien                 | Sien                     | Ortsgemeinde Sienhachenbach              |
| St. Wendel            | St. Wendel | St. Wendel           | St. Wendel (Stadtbezirk) | Stadt St. Wendel                         |
| Steinbach             | St. Wendel | Werschweiler         | St. Wendel               | Stadtteil von Ottweiler                  |
| Sulzbach              | Grumbach   | Grumbach             | Grumbach                 | Ortsgemeinde Herren-Sulzbach             |
| Thallichtenberg       | Baumholder | Burglichtenberg      | Burglichtenberg          | Ortsgemeinde Thallichtenberg             |
| Urexweiler            | St. Wendel | Urexweiler           | St. Wendel               | Ortsteil von Marpingen                   |
| Urweiler              | St. Wendel | St. Wendel           | St. Wendel               | Stadtteil von St. Wendel                 |
| Werschweiler          | St. Wendel | Werschweiler         | St. Wendel               | Stadtteil von St. Wendel                 |
| Wetschhausen          | St. Wendel | Werschweiler         | St. Wendel               | Stadtteil von Ottweiler                  |
| Weierbach             | Grumbach   | Schmidthachenbach    | Sien                     | Stadtteil von Idar-Oberstein             |
| Wiesweiler            | Grumbach   | Offenbach            | Grumbach                 | Ortsgemeinde Wiesweiler                  |
| Wieselbach            | Grumbach   | Mittelbollenbach     | Sien                     | Wüstung                                  |
| Winterbach            | St. Wendel | St. Wendel           | Bliesen                  | Stadtteil von St. Wendel                 |
| Zaubach               | Grumbach   | Schmidthachenbach    | Sien                     | Wüstung                                  |